# Albero di maestra

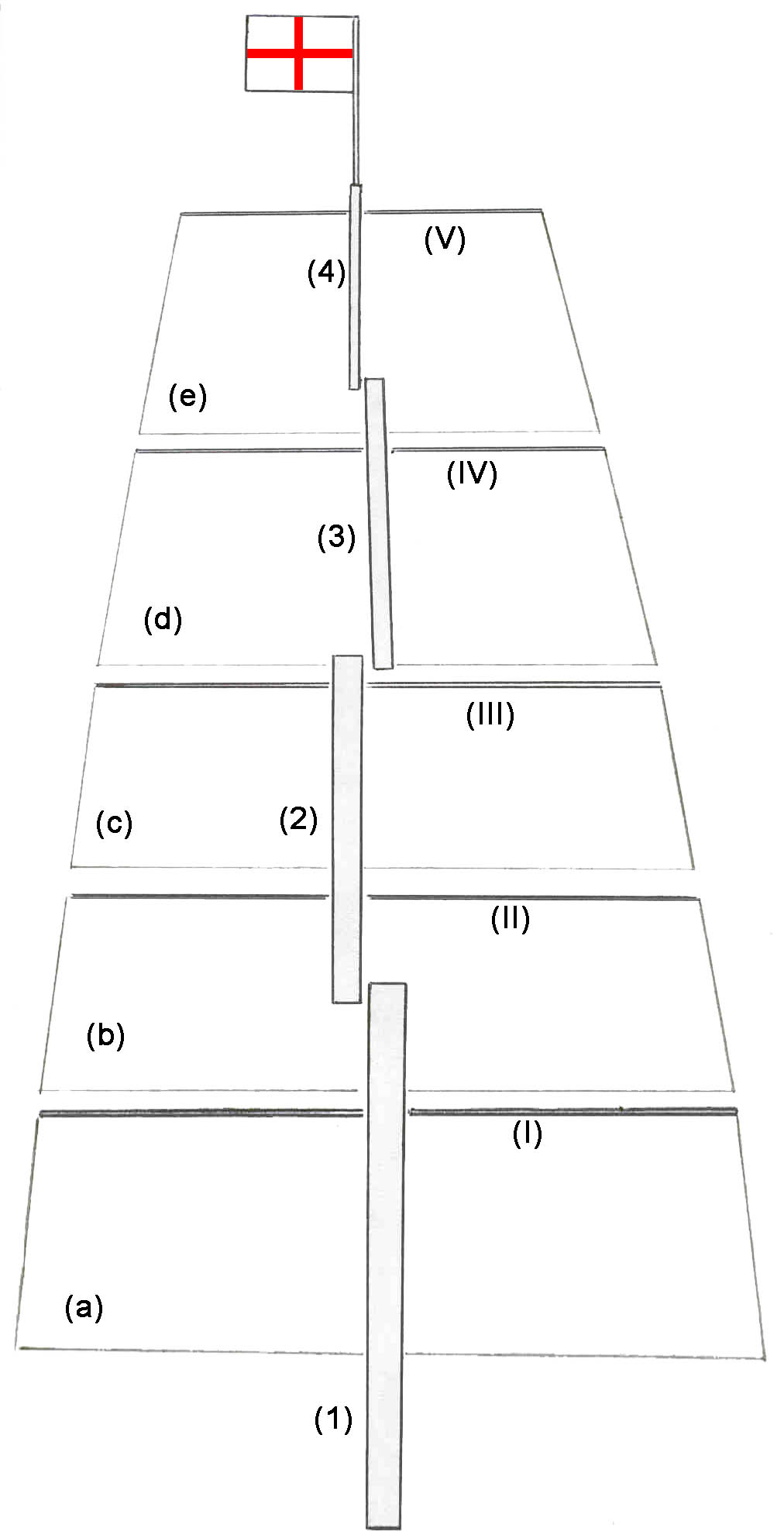
Schema di un albero di maestra generico

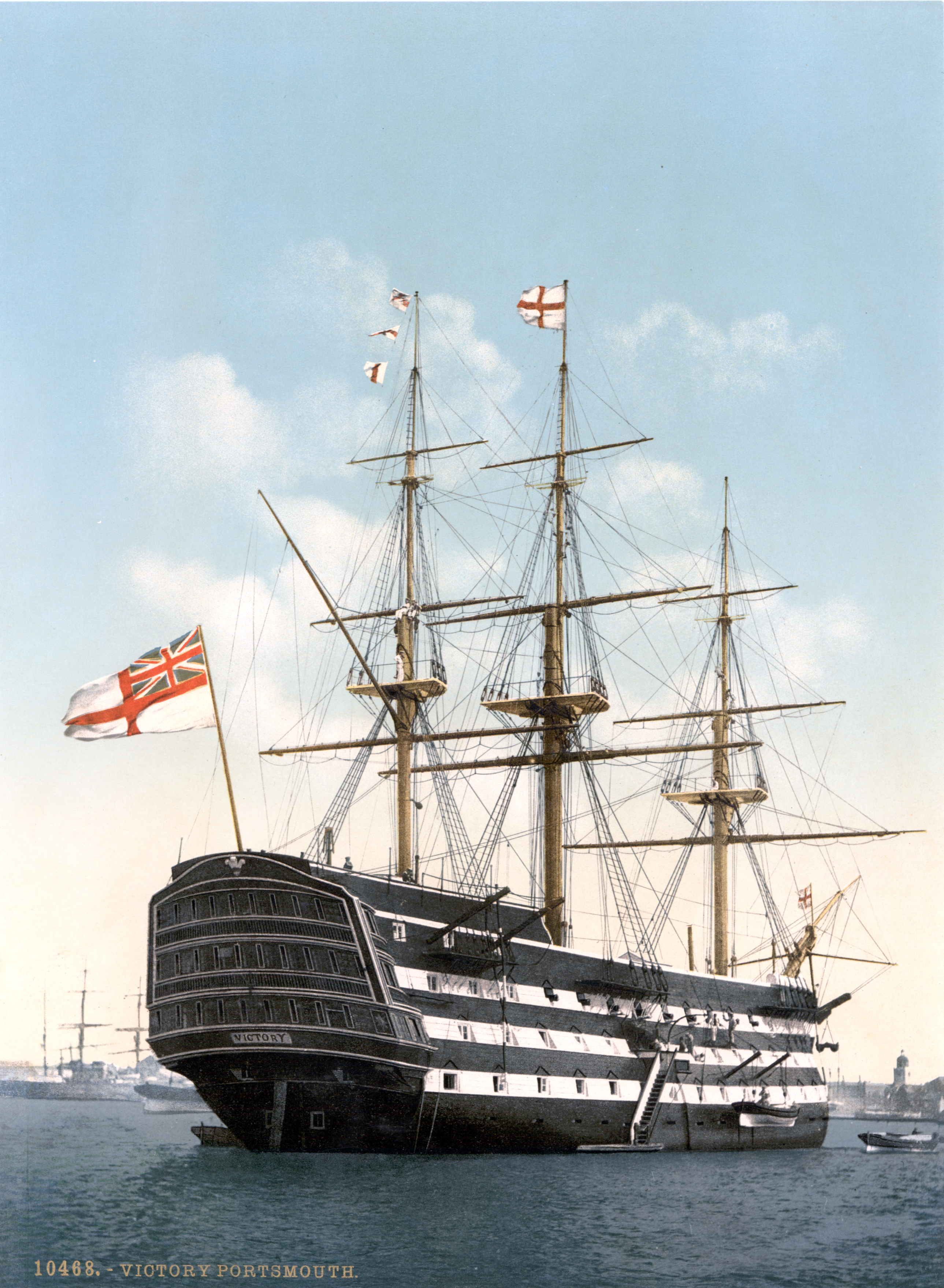
Il vascello britannico H.M.S. Victory alla fonda a Portsmouth: l'albero di maestra sta al centro

L'albero di maestra è l'albero maggiore delle navi a vela.
Solitamente è costituito da quattro parti ben distinte; partendo dal basso si ha:
- Fuso maggiore di maestra (1)
- Albero di gabbia (2)
- Alberetto di gran velaccio (3)
- Alberetto di controvelaccio (4)

In corrispondenza delle specifiche zone dell'albero appena descritte si trovano i rispettivi pennoni (più uno volante); partendo sempre dal basso:
- Pennone di maestra (I)
- Pennone di bassa gabbia (II)
- Pennone di gabbia volante (III)
- Pennone di gran velaccio (IV)
- Pennone di controvelaccio (V)

I nomi delle vele inferite sull'albero di maestra prendono il nome dai rispettivi pennoni:
- Maestra (a)
- Bassa gabbia (b)
- Gabbia volante (c)
- Velaccio (d)
- Controvelaccio (e)

Normalmente le grandi vele basse dei velieri erano chiamati anche "trevi" (trevo di trinchetto, trevo di maestra).